# Руис дель Валье, Виктор
Ви́ктор Руи́с де́ль Ва́лье (исп. Víctor Ruiz del Valle; род. 7 июня 1969, Сантьяго Тепеяуалько, Идальго, Мексика) — мексиканский футболист, полузащитник. В 1993—2001 годах выступал за сборную Мексики.
Виктор Руис во время своей профессиональной карьеры успел поиграть в трёх футбольных клубах. Первым клубом футболиста стал «Крус Асуль», с которым в сезоне 1994/95 чемпионата Мексики ему удалось занять второе место в турнире. Следующим клубом стал «Толука», в котором полузащитник добился наивысших для себя успехов, став трижды чемпионом Мексики летом 1998-го, 1999-го и 2000 годов. Также, вместе с «Толукой» Руису удалось занять и 2-е место в чемпионате Мексики зимой 2000 года. Третьим, и последним, клубом Виктора стал «Некакса», с которым ему удалось занять лишь 2-е место в чемпионате Мексики летом 2002 года. Полузащитник завершил профессиональную карьеру после проведения соревнований в Клаусуре 2006 года.
Руис выступал и за сборную Мексики, за которую провёл 26 матчей, в которых забил 6 голов. Единственным официальным турниром для Виктора стал Кубок конфедераций 2001, на котором ему удалось забить гол в ворота сборной Южной Кореи, который стал единственным для сборной Мексики на этом турнире.

## Карьера

### Клубная

#### Крус Асуль
Виктор Руис начал свою профессиональную карьеру в клубе «Крус Асуль», в котором и получил первые футбольные навыки, окончив футбольную школу клуба. Первое время выступал в молодёжном составе клуба, но в возрасте 23 лет он впервые был включён в заявку основного состава команды благодаря тренеру «Крус Асуля» тех времён Нельсону Акосте. В чемпионате Мексики полузащитник дебютировал 22 июня 1992 года в победном матче «Крус Асуля» с клубом «Леон», который закончился со счётом 2:1, а Руис провёл на поле все 90 минут. Уже в следующем матче с клубом «УАНЛ Тигрес» (2:2) Виктор получил первую в карьере красную карточку, пробыв на поле 40 минут. Первый гол в своей профессиональной карьере полузащитник забил 27 марта 1993 года в победной игре с клубом «Эстудиантес Текос» (5:1). Играя в «Крус Асуль», Руис добился высоких успехов и стал довольно известным футболистом в мексиканском чемпионате. В сезоне 1994/95 Виктору, вместе с «Крус Асулем», почти удалось выиграть чемпионат Мексики, но в финальных матчах его клуб уступил «Некаксе» с общим счётом 1:3 (1:1, 0:2) и занял только второе место.

#### Толука
Летом 1996 года Виктор Руис перешёл в клуб «Толука», но в основном составе команды закрепился лишь год спустя, когда «Толуку» возглавил тренер Энрике Меса. Благодаря Месе «Толука» выиграла три летних чемпионата подряд. А произошло это в розыгрыше чемпионата 1998-го, 1999-го и 2000 годов. В 1998 году «Толука» по сумме двух матчей обыграла «Некаксу» с общим счётом 6:4 (1:2, 5:2). В 1999 году клуб из Толуки-де-Лердо в серии послематчевых пенальти одолел клуб «Атлас» со счётом 5:4 (3:3, 2:2). А в 2000 году «Толука» по сумме двух матчей победила клуб «Сантос Лагуна» со счётом 7:1 (2:0, 5:1). Большой вклад в такой успех клуба внёс и Руис, отличившись высокой результативностью в розыгрышах чемпионата. Виктору вместе с «Толукой» удалось занять и 2-е место в розыгрыше чемпионата Мексики зимой 2000 года. Тогда в финале клуб из Толуки-де-Лердо уступил клубу «Монаркас Морелия» по сумме двух матчей 3:3 (1:3, 2:0). В течение пяти лет, проведённых в «Толуке», полузащитнику удалось забить 33 гола в 157 матчах регулярного чемпионата, а в плей-офф Руис забил 6 мячей в 30 матчах.

#### Некакса
В январе 2002 года Руис перешёл в клуб «Некакса». Уже в дебютном для себя сезоне за клуб из Агуаскальентеса, Виктору, вместе с «Некаксой», удалось занять 2-е место в летнем розыгрыше чемпионата Мексики, проиграв в финале «Америке» с общим счётом 2:3 (2:0, 0:3). Полузащитник в первом матче был предупреждён за нарушение правил против голкипера «Америки» Адольфо Риоса в начале игры, но уже на 12-й минуте, благодаря пасу Луиса Роберто Алвеса, забил первый гол своей команды в матче. Весной 2004 года Руис потерял место в основном составе и оставался в резерве команды фактически до завершения своей профессиональной карьеры. Последнюю игру в карьере Виктор отыграл 29 апреля 2006 года в матче «Некаксы» против клуба «Эстудиантес Текос», который закончился со счётом 0:1.

#### Статистика по сезонам
| Клуб       | Сезон   | Чемпионат         | Результаты | Результаты |
| Клуб       | Сезон   | Чемпионат         | Матчи      | Голы       |
| ---------- | ------- | ----------------- | ---------- | ---------- |
| Крус Асуль | 1992/93 | Чемпионат Мексики | 33         | 1          |
| Крус Асуль | 1993/94 | Чемпионат Мексики | 34         | 1          |
| Крус Асуль | 1994/95 | Чемпионат Мексики | 32         | 2          |
| Крус Асуль | 1995/96 | Чемпионат Мексики | 32         | 1          |
| Толука     | 1996/97 | Чемпионат Мексики | 17         | 0          |
| Толука     | 1997/98 | Чемпионат Мексики | 30         | 0          |
| Толука     | 1998/99 | Чемпионат Мексики | 33         | 11         |
| Толука     | 1999/00 | Чемпионат Мексики | 34         | 12         |
| Толука     | 2000/01 | Чемпионат Мексики | 31         | 8          |
| Толука     | 2001/02 | Чемпионат Мексики | 12         | 2          |
| Некакса    | 2001/02 | Чемпионат Мексики | 15         | 2          |
| Некакса    | 2002/03 | Чемпионат Мексики | 19         | 0          |
| Некакса    | 2003/04 | Чемпионат Мексики | 26         | 4          |
| Некакса    | 2004/05 | Чемпионат Мексики | 10         | 1          |
| Некакса    | 2005/06 | Чемпионат Мексики | 7          | 0          |
| Итого      | Итого   | Итого             | 365        | 45         |

### В сборной
Виктор Руис дебютировал в сборной Мексики 29 июня 1993 года в товарищеском матче против сборной Коста-Рики, заменив на 60-й минуте центрального защитника Рикардо Кардену. Матч закончился со счётом 2:0. Первый гол за сборную полузащитник забил 30 ноября 1995 года в товарищеском матче против сборной Колумбии, открыв счёт в игре, которая завершилась вничью 2:2.
Руис не выступал вместе со сборной на крупных турнирах, пока его не заметил Энрике Меса, бывший главный тренер «Толуки», который прежде тренировал и Виктора. Меса взял полузащитника на Кубок конфедераций 2001, на котором Руис отыграл все три игры группового этапа — матчи с Австралией (0:2, отыграл весь матч), Южной Кореей (1:2, вышел на замену на 60-й минуте) и Францией (0:4, отыграл весь матч). В матче с Южной Кореей забил гол, который стал единственным для его команды на этом Кубке конфедераций. Сборная Мексики, после трёх поражений, в группе A заняла 4-е место и прекратила своё дальнейшее участие в турнире.
Больше Виктор Руис участия в крупных международных турнирах не принимал, завершив свою карьеру в сборной в 2001 году, успев выступить в 9-и матчах отборочного турнира ЧМ-2002 и забив там 3 гола. Последней игрой полузащитника за сборную стал матч отборочного турнира ЧМ-2002 против сборной Гондураса, который состоялся 20 июня 2001 года. В нём Руис забил гол, но этого не хватило для победы и его команда проиграла 1:3.

#### Статистика
Статистика матчей и голов за сборную по годам:
| Команда | Год   | Матчи | Голы |
| ------- | ----- | ----- | ---- |
| Мексика | 1993  | 1     | 0    |
| Мексика | 1994  | 0     | 0    |
| Мексика | 1995  | 4     | 1    |
| Мексика | 1996  | 0     | 0    |
| Мексика | 1997  | 0     | 0    |
| Мексика | 1998  | 0     | 0    |
| Мексика | 1999  | 0     | 0    |
| Мексика | 2000  | 9     | 3    |
| Мексика | 2001  | 12    | 2    |
| Итого   | Итого | 26    | 6    |

Итого: 26 матчей, 6 голов
(откорректировано по состоянию на 2001 год)

#### Голы за сборную
| №  | Дата             | Место                    | Соперник          | Счёт  | Результат | Соревнование              |
| -- | ---------------- | ------------------------ | ----------------- | ----- | --------- | ------------------------- |
| 1. | 30 ноября 1995   | Лос-Анджелес, США        | Колумбия          | 1 : 0 | 2 : 2     | Товарищеский матч         |
| 2. | 3 сентября 2000  | Мехико, Мексика          | Панама            | 1 : 0 | 7 : 1     | Отборочный турнир ЧМ-2002 |
| 3. | 27 сентября 2000 | Ист-Лансинг, США         | Боливия           | 1 : 0 | 1 : 0     | Товарищеский матч         |
| 4. | 8 октября 2000   | Мехико, Мексика          | Тринидад и Тобаго | 7 : 0 | 7 : 0     | Отборочный турнир ЧМ-2002 |
| 5. | 1 июня 2001      | Ульсан, Республика Корея | Республика Корея  | 1 : 1 | 1 : 2     | Кубок конфедераций 2001   |
| 6. | 20 июня 2001     | Сан-Педро-Сула, Гондурас | Гондурас          | 1 : 3 | 1 : 3     | Отборочный турнир ЧМ-2002 |

## Достижения
«Крус Асуль»
- Серебряный призёр чемпионата Мексики: 1994/95

 «Толука»
- Чемпион Мексики (3): 1998 (л), 1999 (л), 2000 (л)
- Серебряный призёр чемпионата Мексики: 2000 (з)

 «Некакса»
- Серебряный призёр чемпионата Мексики: 2002 (л)

## Стиль игры
Виктор Руис, во время профессиональной карьеры, был известен как большой мастер исполнения штрафных ударов.